# Comunidad campesina de Alto Huarca
Alto Huarca es una comunidad campesina quechua ubicada en el distrito de Yauri, provincia de Espinar en el departamento de Cusco en Perú. Se encuentra a 4 006 m. s.n.m. y tiene una superficie de 12 250 hectáreas de terreno, ubicada en la cuenca media del río Cañipía, y cuenta con una población de 239 residentes.Está conformada por seis sectores: San José, Huachancirca, Sol Naciente, Centro, Nueva Esperanza y Cachachi.
Está reconocida como una comunidad campesina desde el 17 de agosto de 1928 que la enlista como pueblo indígena quechua dentro de la base de datos del Estado Peruano. Es una de las 17 comunidades campesinas en el distrito de Espinar.
La comunidad ha sufrido graves consecuencias en términos de recursos hídricos debido a las actividades mineras, que incluyen la disminución simultánea del caudal base del río principal, el descenso del nivel freático y la desaparición de afloramientos debido a la acción del cono de depresión propio de la minería a tajo abierto. Además, la comunidad ha experimentado fases de desmembramiento en su territorio, lo que ha posibilitado la ampliación de las operaciones mineras desde la cuenca del río Salado (Tintaya) hacia la microcuenca del río Cañipía a través de la expansión de la Compañía Minera Antapaccay.

## Historia
La comunidad indígena de Alto Huarca, originariamente un ayllu, toma su nombre en honor a Domingo Huarca Cruz, un curaca legendario que se opuso a la expansión de los hacendados en el siglo XX y a su opresivo control político-económico. Su resistencia culminó trágicamente con su asesinato violento en Tocroyoc en 1921, y su cuerpo fue exhibido en Yauri durante varios meses como advertencia pública para disuadir futuras rebeliones. Siete años después, en 1928, Alto Huarca obtiene el reconocimiento oficial como comunidad.
En aproximadamente el año 2001, la mina Tintaya adquirió terrenos de los parcelatarios de la comunidad para destinarlos a labores de exploración. A pesar de esto, se señala que la extensión de tierra obtenida supera las 563 hectáreas. El proceso de parcelación y titulación de las propiedades fue impulsado por el Proyecto Especial de Titulación de Tierras (PETT) del Ministerio de Agricultura.
En el año 2012, la Compañía Minera Antapaccay se establece en la región con el propósito de dar seguimiento a la actividad minera en la zona, ya que la mina Tintaya había iniciado un proceso de cierre en ese mismo año. La operación de Antapaccay se centra en la producción de concentrado de cobre.
En 2018, se produjo un incidente ampliamente difundido en los medios nacionales e internacionales. Este incidente involucró una agresión a miembros de la comunidad que salieron para detener el avance de maquinaria pesada destinada a desalojar a las familias y facilitar la construcción de vías internas para el tráfico de vehículos de la empresa minera. En su mayoría, los comuneros afectados eran mujeres que fueron brutalmente golpeadas y amenazadas durante una intervención de la Policía Nacional del Perú y de funcionarios de Glencore Antapaccay.
En 2021, los habitantes de Alto Huarca, en conjunto con las comunidades de Huano Huano, Alto Huancané, Huancané Bajo, Tintaya Marquiri, Cala Cala, Huarca, Suero y Cama, Huisa Collana, Huisa y Anta Ccollana, se habrían unido en una acción de protesta. Bloquearon el corredor minero del sur en la zona de Espinar y llevaron a cabo un paro preventivo de 24 horas con el objetivo de exigir el cambio del primer ministro Guido Bellido.